# Juventus Football Club 1972-1973
Questa voce raccoglie le informazioni riguardanti la Juventus Football Club nelle competizioni ufficiali della stagione 1972-1973.

## Stagione
(Dino Zoff)

Da sinistra: i confermati Bettega, Anastasi e Causio con i due neoacquisti della stagione, il nuovo numero uno Zoff, tra i migliori portieri della sua generazione, e il centravanti Altafini, ancora decisivo nonostante la non più giovane età.

Rinforzatasi con gli innesti di Dino Zoff in porta e José Altafini in attacco, al termine della stagione la Juventus si confermò campione d'Italia. Presentatasi al via dell'ultima giornata di campionato da seconda in classifica, a pari merito con la neopromossa Lazio, rivelazione dell'anno, e con un punto di svantaggio rispetto al Milan capolista, la formazione torinese riuscì a vincere allo scadere un incontro che stava perdendo all'Olimpico contro la Roma, con il decisivo 2-1 di Antonello Cuccureddu arrivato a soli 3' dalla fine; contemporaneamente, coi biancocelesti sconfitti in casa del Napoli, e i rossoneri usciti clamorosamente battuti dal campo del meno quotato Verona, i bianconeri scavalcarono le due rivali e misero in bacheca il loro 15º scudetto.
In Coppa Italia, dopo avere superato dapprima il primo turno estivo, e poi il secondo turno giocato a fine campionato, il club piemontese si assicurò il diritto a disputare la finale, nella quale stavolta fu il Milan a prendersi la rivincita: dopo tempi regolamentari e supplementari chiusisi sull'1-1, con vantaggio bianconero di Roberto Bettega e pareggio rossonero di Romeo Benetti, i lombardi ebbero la meglio ai tiri di rigore.
Altra finale venne raggiunta in campo europeo, dove gli uomini di Čestmír Vycpálek, per la prima volta nella loro storia, giocarono l'ultimo atto della Coppa dei Campioni. Al termine di un cammino continentale che li vide eliminare i francesi dell'Olympique Marsiglia ai sedicesimi di finale, i tedeschi orientali del Magdeburgo agli ottavi, gli ungheresi dell'Újpesti Dózsa ai quarti e gli inglesi del Derby County in semifinale, nella decisiva sfida di Belgrado i torinesi nulla poterono contro il calcio totale degli olandesi dell'Ajax, al loro terzo trionfo consecutivo, e vincitori 1-0 grazie a un gol di Johnny Rep nei primi minuti di gioco.

## Maglia
| Casa | Trasferta | 1ª portiere | 2ª portiere |

## Organigramma societario
Area direttiva
- Presidente: Giampiero Boniperti

Area tecnica
- Allenatore: Čestmír Vycpálek

## Rosa
| N. |                   | Ruolo | Calciatore                  |
| -- | ----------------- | ----- | --------------------------- |
|    | Italia (bandiera) | P     | Massimo Piloni              |
|    | Italia (bandiera) | P     | Dino Zoff                   |
|    | Italia (bandiera) | D     | Vincenzo Chiarenza          |
|    | Italia (bandiera) | D     | Silvio Longobucco           |
|    | Italia (bandiera) | D     | Francesco Morini            |
|    | Italia (bandiera) | D     | Sandro Salvadore (capitano) |
|    | Italia (bandiera) | D     | Luciano Spinosi             |
|    | Italia (bandiera) | D     | Giuseppe Zaniboni           |
|    | Italia (bandiera) | C     | Fabio Capello               |
|    | Italia (bandiera) | C     | Franco Causio               |
|    | Italia (bandiera) | C     | Antonello Cuccureddu        |

| N. |                           | Ruolo | Calciatore             |
| -- | ------------------------- | ----- | ---------------------- |
|    | Italia (bandiera)         | C     | Giuseppe Furino        |
|    | Germania Ovest (bandiera) | C     | Helmut Haller          |
|    | Italia (bandiera)         | C     | Domenico Maggiora      |
|    | Italia (bandiera)         | C     | Alberto Marchetti      |
|    | Italia (bandiera)         | C     | Gianpietro Marchetti   |
|    | Italia (bandiera)         | C     | Adriano Novellini      |
|    | Italia (bandiera)         | C     | Gianluigi Savoldi (II) |
|    | Italia (bandiera)         | A     | José Altafini          |
|    | Italia (bandiera)         | A     | Pietro Anastasi        |
|    | Italia (bandiera)         | A     | Tiziano Ascagni        |
|    | Italia (bandiera)         | A     | Roberto Bettega        |

## Risultati

### Serie A

#### Girone di andata
| Arbitro: | Pieroni (Roma) |

|  |           |                         |
|  | Marcatori | 46’ Causio 80’ Anastasi |

| Arbitro: | R. Lattanzi (Roma) |

|               |           |           |
| Salvadore 85’ | Marcatori | 50’ Luppi |

| Arbitro: | Francescon (Padova) |

|                      |           |             |
| Chinaglia 14’ (rig.) | Marcatori | 20’ Bettega |

| Arbitro: | Pieroni (Roma) |

|                          |           |                      |
| Salvadore 70’ Causio 75’ | Marcatori | 32’ Bigon 76’ Rivera |

| Arbitro: | Monti (Ancona) |

|                |           |              |
| Pulici 6’, 63’ | Marcatori | 77’ Anastasi |

| Arbitro: | Panzino (Catanzaro) |

|                   |           |                |
| Causio 62’ (rig.) | Marcatori | 69’ Rossinelli |

| Arbitro: | Serafino (Roma) |

|             |           |             |
| Mariani 72’ | Marcatori | 42’ Capello |

| Arbitro: | Torelli (Milano) |

|                              |           |  |
| Mancin 33’ (aut.) Causio 42’ | Marcatori |  |

| Arbitro: | Michelotti (Parma) |

|                         |           |              |
| Haller 60’ Altafini 70’ | Marcatori | 41’ Saltutti |

| Arbitro: | Toselli (Cormons) |

|  |           |              |
|  | Marcatori | 36’ Altafini |

| Arbitro: | Motta (Monza) |

|  |           |                          |
|  | Marcatori | 8’ Altafini 25’ Anastasi |

| Arbitro: | Gialluisi (Barletta) |

|                                |           |  |
| Causio 32’ (rig.) Altafini 60’ | Marcatori |  |

| Torino 30 dicembre 1972, ore 14:30 CET 13ª giornata | Juventus    | 0 – 0 referto | Atalanta | Stadio Comunale\| Arbitro: \| Calì (Roma) \| |
| Arbitro:                                            | Calì (Roma) |               |          |                                              |

| Arbitro: | Lo Bello (Siracusa) |

|  |           |                           |
|  | Marcatori | 32’ Altafini 85’ Anastasi |

| Arbitro: | Panzino (Catanzaro) |

|              |           |  |
| Altafini 24’ | Marcatori |  |

#### Girone di ritorno
| Arbitro: | Gussoni (Varese) |

|                   |           |  |
| Anastasi 65’, 89’ | Marcatori |  |

| Verona 4 febbraio 1973, ore 14:30 CET 17ª giornata | Verona              | 0 – 0 referto | Juventus | Stadio Marcantonio Bentegodi\| Arbitro: \| Lo Bello (Siracusa) \| |
| Arbitro:                                           | Lo Bello (Siracusa) |               |          |                                                                   |

| Arbitro: | Angonese (Mestre) |

|             |           |  |
| Bettega 18’ | Marcatori |  |

| Arbitro: | Pieroni (Roma) |

|                                |           |                           |
| Rivera 44’ (rig.) Biasiolo 85’ | Marcatori | 12’ Bettega 50’ Marchetti |

| Arbitro: | Toselli (Cormons) |

|  |           |                               |
|  | Marcatori | 59’ (rig.) Pulici 72’ Agroppi |

| Arbitro: | Lo Bello (Siracusa) |

|  |           |             |
|  | Marcatori | 49’ Capello |

| Torino 17 marzo 1973, ore 15:00 CET 22ª giornata | Juventus            | 0 – 0 referto | Napoli | Stadio Comunale\| Arbitro: \| Bernardis (Trieste) \| |
| Arbitro:                                         | Bernardis (Trieste) |               |        |                                                      |

| Arbitro: | Angonese (Mestre) |

|  |           |              |
|  | Marcatori | 61’ Altafini |

| Arbitro: | Serafino (Roma) |

|                           |           |                   |
| Saltutti 46’ Desolati 84’ | Marcatori | 78’ (rig.) Causio |

| Arbitro: | Lenardon (Siena) |

|                                                     |           |              |
| Bettega 2’ Landini 13’ (aut.) Causio 45’ Haller 47’ | Marcatori | 18’ Ballabio |

| Arbitro: | Trinchieri (Reggio Emilia) |

|                                  |           |                         |
| Bettega 1’, 86’ Berti 78’ (aut.) | Marcatori | 33’ Faloppa 75’ Galuppi |

| Arbitro: | Motta (Monza) |

|                           |           |                             |
| Selvaggi 37’ Luchitta 77’ | Marcatori | 20’, 21’ Bettega 49’ Causio |

| Arbitro: | Francescon (Padova) |

|  |           |                           |
|  | Marcatori | 43’ Capello 54’ Marchetti |

| Arbitro: | Panzino (Catanzaro) |

|                                  |           |           |
| Marchetti 5’ Altafini 42’ (rig.) | Marcatori | 87’ Corso |

| Arbitro: | Lo Bello (Siracusa) |

|             |           |                             |
| Spadoni 29’ | Marcatori | 61’ Altafini 87’ Cuccureddu |

### Coppa Italia

#### Primo turno
| Arbitro: | Lazzaroni (Milano) |

|                                          |           |  |
| Furino 41’ Capello 66’ Causio 69’ (rig.) | Marcatori |  |

| Arbitro: | Serafini (Roma) |

|  |           |                     |
|  | Marcatori | 90+1’ (rig.) Causio |

| Torino 3 settembre 1972, ore 21:00 CEST 3ª giornata | Juventus           | 0 – 0 referto | Verona | Stadio Comunale\| Arbitro: \| Michelotti (Parma) \| |
| Arbitro:                                            | Michelotti (Parma) |               |        |                                                     |

| Arbitro: | Ciacci (Firenze) |

|          |           |              |
| Prato 9’ | Marcatori | 50’ Anastasi |

#### Secondo turno
| Arbitro: | Moretto (San Donà di Piave) |

|              |           |            |
| Maggiora 42’ | Marcatori | 69’ Donina |

| Bologna 3 giugno 1973, ore 21:00 CEST 2ª giornata | Bologna          | 0 – 0 referto | Juventus | Stadio Comunale\| Arbitro: \| Torelli (Milano) \| |
| Arbitro:                                          | Torelli (Milano) |               |          |                                                   |

| Arbitro: | Michelotti (Parma) |

|                |           |            |
| Boninsegna 64’ | Marcatori | 29’ Causio |

| Arbitro: | Casarin (Milano) |

|            |           |                   |
| Zandoli 5’ | Marcatori | 17’, 71’ Anastasi |

| Arbitro: | Lazzaroni (Milano) |

|                                                     |           |                                            |
| Haller 19’, 71’ (rig.) Capello 49’ Gia. Savoldi 80’ | Marcatori | 24’ Vieri 40’ (aut.) Zoff 54’ Giu. Savoldi |

| Arbitro: | Barbaresco (Cormons) |

|                                             |           |                            |
| Causio 28’ Longobucco 69’ Anastasi 86’, 90’ | Marcatori | 37’ Mazzola 41’ Boninsegna |

#### Finale
| Arbitro: | Angonese (Mestre) |

|                                                  |                      |                                            |
| Benetti 40’ (rig.)                               | Marcatori            | 15’ Bettega                                |
| Schnellinger Benetti Chiarugi Biasiolo Magherini | Tiri di rigore 5 – 2 | Causio Anastasi Bettega Spinosi Cuccureddu |

### Coppa dei Campioni
| Arbitro: | Biwersi |

|            |           |  |
| Bonnel 52’ | Marcatori |  |

| Arbitro: | Stanev |

|                            |           |  |
| Bettega 4’, 37’ Haller 44’ | Marcatori |  |

| Arbitro: | Scheurer |

|              |           |  |
| Anastasi 66’ | Marcatori |  |

| Arbitro: | Machin |

|  |           |                |
|  | Marcatori | 51’ Cuccureddu |

| Torino 7 marzo 1973, ore 21:00 CET Quarti di finale - Andata | Juventus | 0 – 0 referto | Újpesti Dózsa | Stadio Comunale (64 884 spett.)\| Arbitro: \| Boosten \| |
| Arbitro:                                                     | Boosten  |               |               |                                                          |

| Arbitro: | Delcourt |

|                  |           |                           |
| Bene 1’ Tóth 12’ | Marcatori | 30’ Altafini 57’ Anastasi |

| Arbitro: | Schulenburg |

|                              |           |            |
| Altafini 28’, 83’ Causio 66’ | Marcatori | 29’ Hector |

| Derby 25 aprile 1973, ore 19:30 CET Semifinale - Ritorno | Derby County | 0 – 0 referto | Juventus | Baseball Ground (38 444 spett.)\| Arbitro: \| Marques Lobo \| |
| Arbitro:                                                 | Marques Lobo |               |          |                                                               |

| Arbitro: | Gugulović |

|        |           |  |
| Rep 5’ | Marcatori |  |

## Statistiche

### Statistiche di squadra
| Competizione       | Punti | In casa | In casa | In casa | In casa | In casa | In casa | In trasferta | In trasferta | In trasferta | In trasferta | In trasferta | In trasferta | Totale | Totale | Totale | Totale | Totale | Totale | DR  |
| Competizione       | Punti | G       | V       | N       | P       | Gf      | Gs      | G            | V            | N            | P            | Gf           | Gs           | G      | V      | N      | P      | Gf     | Gs     | DR  |
| ------------------ | ----- | ------- | ------- | ------- | ------- | ------- | ------- | ------------ | ------------ | ------------ | ------------ | ------------ | ------------ | ------ | ------ | ------ | ------ | ------ | ------ | --- |
| Serie A            | 45    | 15      | 9       | 5       | 1       | 23      | 11      | 15           | 9            | 4            | 2            | 22           | 11           | 30     | 18     | 9      | 3      | 45     | 22     | +23 |
| Coppa Italia       | -     | 5       | 3       | 2       | 0       | 12      | 6       | 6            | 2            | 4            | 0            | 6            | 4            | 11     | 5      | 6      | 0      | 18     | 10     | +8  |
| Coppa dei Campioni | -     | 4       | 3       | 1       | 0       | 7       | 1       | 5            | 1            | 2            | 2            | 3            | 4            | 9      | 4      | 3      | 2      | 10     | 5      | +5  |
| Totale             | -     | 24      | 15      | 8       | 1       | 42      | 18      | 26           | 12           | 10           | 4            | 31           | 19           | 50     | 27     | 18     | 5      | 73     | 37     | +36 |

### Statistiche dei giocatori
| Giocatore     | Serie A  | Serie A | Coppa Italia | Coppa Italia | Coppa dei Campioni | Coppa dei Campioni | Totale   | Totale |
| Giocatore     | Presenze | Reti    | Presenze     | Reti         | Presenze           | Reti               | Presenze | Reti   |
| ------------- | -------- | ------- | ------------ | ------------ | ------------------ | ------------------ | -------- | ------ |
| J. Altafini   | 23       | 9       | 6            | 0            | 6                  | 3                  | 35       | 12     |
| P. Anastasi   | 27       | 6       | 11           | 5            | 9                  | 2                  | 47       | 13     |
| T. Ascagni    | -        | -       | 1            | 0            | -                  | -                  | 1        | 0      |
| R. Bettega    | 27       | 8       | 9            | 1            | 7                  | 2                  | 43       | 11     |
| F. Capello    | 27       | 3       | 9            | 2            | 9                  | 0                  | 45       | 5      |
| F. Causio     | 28       | 8       | 10           | 4            | 9                  | 1                  | 47       | 13     |
| V. Chiarenza  | -        | -       | 1            | 0            | -                  | -                  | 1        | 0      |
| A. Cuccureddu | 22       | 1       | 9            | 0            | 9                  | 1                  | 40       | 2      |
| G. Furino     | 27       | 0       | 8            | 1            | 9                  | 0                  | 44       | 1      |
| H. Haller     | 18       | 2       | 10           | 2            | 7                  | 1                  | 35       | 5      |
| S. Longobucco | 12       | 0       | 6            | 1            | 4                  | 0                  | 22       | 1      |
| D. Maggiora   | -        | -       | 1            | 1            | -                  | -                  | 1        | 1      |
| A. Marchetti  | -        | -       | 1            | 0            | -                  | -                  | 1        | 0      |
| G. Marchetti  | 28       | 3       | 10           | 0            | 7                  | 0                  | 45       | 3      |
| F. Morini     | 24       | 0       | 5            | 0            | 8                  | 0                  | 37       | 0      |
| A. Novellini  | -        | -       | 1            | 0            | -                  | -                  | 1        | 0      |
| S. Salvadore  | 28       | 2       | 9            | 0            | 9                  | 0                  | 46       | 2      |
| G. Savoldi    | 6        | 0       | 9            | 1            | -                  | -                  | 15       | 1      |
| L. Spinosi    | 25       | 0       | 7            | 0            | 8                  | 0                  | 40       | 0      |
| G. Zaniboni   | -        | -       | 4            | 0            | -                  | -                  | 4        | 0      |
| D. Zoff       | 30       | -22     | 11           | -10          | 9                  | -5                 | 50       | -37    |